# 青景隆著
青景 隆著（あおかげ たかあきら）は、戦国時代の武将。周防国の戦国大名・大内氏の家臣。

## 出自
青景氏は、藤原秀郷を祖とし、初めは長門国豊浦郡に移り住んだ。元暦2年（1185年）の壇ノ浦の戦いの後、藤原秀通に長門国美祢郡青景村と上桑原の地が与えられて地頭職に補任された。これ以後、代々青景村に住して「青景」の名字を名乗った。
青景氏の本流は後に「門多」と改姓するが、門多氏の系譜に青景隆著の名が見られないことから、隆著は青景氏の庶流であったと考えられている。

## 生涯
大内氏に属する長門国の国人・青景氏に生まれ、大内義興、義隆、義長の三代に仕え、奉行人を勤める
天文10年（1541年）9月21日、龍崎隆輔や陶隆満と共に吉原秀親に対して知行安堵と佐東銀山城の城番を命じる連署状を送る。
天文11年（1542年）から始まる大内義隆の出雲遠征（第一次月山富田城の戦い）に従軍した。
天文17年（1548年）3月16日、従五位下に叙せられる。
天文18年（1549年）4月から5月にかけて、毛利元就が吉川元春と小早川隆景らと共に周防国山口を訪問すると、陶隆房（後の陶晴賢）と隆著らは元就らを歓待し深く誼を通じた。
同年9月4日に神辺合戦が終結すると、同年11月3日に大内義隆の命を受けて神辺合戦で大内氏が獲得した備後の村尾要害（神辺城）の城督として守りに就いた。なお、隆著が村尾要害（神辺城）の城督を務めている間に厳島神社の棚守房顕と交わした文書が相当数残されている。
大内義隆が同じく奉行人の相良武任を重用する等して対立を深めると、陶隆房（後の陶晴賢）や内藤興盛らと結託し、天文20年（1551年）に隆房が大内義隆に対して謀反を起こした大寧寺の変では、隆著も陶方に加担している。
『歴名土代』によると、隆著は弘治2年（1556年）に毛利氏との戦い（防長経略）において戦死したと記されている。ただし、戦死した際の具体的な年月日や場所については記されていない。
なお、隆著の死についての異説として、『陰徳太平記』では大内義隆の怨霊により狂死したとされ、『吉田物語』では陶晴賢が杉重矩を殺害するより前に病死したとしているが、いずれも荒唐無稽で、信の置けるものではないと考えられている。